# Antoni Parol
Antoni Parol, ps. „Zielony” (ur. 3 czerwca 1902 w Żabieńcu, zm. 1944 w Flossenbürg (KL)) – działacz ruchu robotniczego, kierowca i monter samochodowy.

## Życiorys
W latach 1936–1938 działał w Komunistycznej Partii Polski. Od września 1939 członek działającej na warszawskim Żoliborzu grupy „Młot i Sierp”. Od stycznia 1942 był członkiem Polskiej Partii Robotniczej i żołnierzem Gwardii Ludowej. Brał udział w napadzie na Komunalną Kasę Oszczędności (30 listopada 1942). Od stycznia 1943 należał do dowództwa Gwardii Ludowej dzielnicy Warszawa Żoliborz-Bielany. W kwietniu 1943 awansował na dowódcę dzielnicowego oddziału Gwardii Ludowej, został też członkiem Komitetu Dzielnicowego Polskiej Partii Robotniczej Warszawa Żoliborz. Podczas powstania warszawskiego walczył na Starym Mieście, tam też schwytany przez Gestapo. Zginął w obozie koncentracyjnym w Flossenbürg (KL).

## Upamiętnienie
Od 24 listopada 1961 do 9 listopada 2017 r. był patronem ulicy w Warszawie na terenie dzielnicy Bielany. Po czasowej zmianie nazwy na ulicę Józefa Sawy Calińskiego, decyzją z 7 grudnia 2018 roku poprzednia nazwa została przywrócona.